# Sally Deaver
Sally Deaver (ur. 14 listopada 1933 w Whitemarsh, zm. 14 sierpnia 1963 w Ambler) – amerykańska narciarka alpejska, srebrna medalistka mistrzostw świata.
Wystartowała na mistrzostwach świata w Badgastein w 1958 roku, gdzie wywalczyła srebrny medal w gigancie. W zawodach tych rozdzieliła Kanadyjkę Lucile Wheeler i Friedę Dänzer ze Szwajcarii. Był to jej jedyny medal wywalczony na międzynarodowych zawodach tej rangi. Na tej samej imprezie zajęła też 8. miejsce w kombinacji, 19. w slalomie i 24. w zjeździe. Nigdy nie wystartowała na igrzyskach olimpijskich.
Zginęła w wypadku 14 sierpnia 1963 roku, spadając z konia.

## Osiągnięcia

### Mistrzostwa świata
| Miejsce | Dzień    | Rok  | Miejscowość | Konkurencja | Czas biegu | Strata    | Zwyciężczyni      |
| ------- | -------- | ---- | ----------- | ----------- | ---------- | --------- | ----------------- |
| 19.     | 3 lutego | 1958 | Bad Gastein | Slalom      | 1:45,6     | +9,4      | Inger Bjørnbakken |
| 24.     | 6 lutego | 1958 | Bad Gastein | Zjazd       | 2:12,1     | +9,0      | Lucile Wheeler    |
| 2.      | 8 lutego | 1958 | Bad Gastein | Gigant      | 1:54,6     | +0,5      | Lucile Wheeler    |
| 8.      | 8 lutego | 1958 | Bad Gastein | Kombinacja  | 3,80 pkt   | +8,44 pkt | Frieda Dänzer     |